# Memecylon procerum
Memecylon procerum är en tvåhjärtbladig växtart som beskrevs av George Henry Kendrick Thwaites. Memecylon procerum ingår i släktet Memecylon och familjen Melastomataceae. Inga underarter finns listade i Catalogue of Life.